# 1124
1124 (MCXXIV) a fost un an bisect al calendarului iulian.

## Evenimente
- 15 februarie: Flota venețiană din Levant blochează Tyrul dinspre mare, în vreme ce armata terestră a cruciaților întreprinde un nou asediu asupra orașului; locuitorii, neputând obține ajutor de la protectorii lor obișnuiți din Egipt, recurg la emirul Balak din Alep, aflat la asediul fortăreței Manbij; acceptând propunerea locuitorilor din Tyr, Balak lasă la conducerea Alepului pe un fiu al lui Ilghazi, Timourtak.
- 25 martie: Victorios asupra contelui Galeran al IV-lea de Meulan, regele Henric I Beauclerc al Angliei ocupă Vexin.
- 26 martie: Regele Henric I Beauclerc înfrânge pe răsculații normanzi la Bourgtheroulde.
- 6 mai: Emirul Balak este ucis în timpul asediului Tyrului.
- 7 iulie: Cruciații cuceresc Tyrul, iar populația este masacrată; ca mulțumire pentru ajutor, venețienii primesc un cartier al orașului.
- 29 august: Regele Balduin al II-lea al Ierusalimului este eliberat de către emirul de Alep, Timourtak, pentru 20.000 de dinari; Timourtak se retrage de la Alep la Mardin.

### Nedatate
- august: Împăratul Henric al V-lea invadează Champagne, însă se retrage fără a mai lupta cu regele Ludovic al VI-lea (cel Gras) al Franței, aliat cu vasalii săi.
- septembrie: Proaspăt revenit la Ierusalim, regele Balduin al II-lea pornește să asedieze Alepul; rămas singur să apere orașul în urma refuzului lui Timourtak de a reveni, cadi-ul Ibn al-Khachab se adresează noului atabeg de Mosul, al-Borsoki.
- septembrie-octombrie: Cadi-ul de Bagdad, Abu-Saad al-Harawi este atacat și ucis în moscheea din Hamadan, de către secta asasinilor.
- Conducătorul almohad Ibn Tumart construiește o moschee la Tinmel, oraș care devine reședința sa.
- Împăratul Ioan al II-lea al Bizanțului își impune suzeranitatea asupra Serbiei.
- Începe marea campanie a jurchenilor din statul Jin împotriva imperiului khitan Liao, din China de nord.
- Mare foamete înregistrată în Flandra.
- Noi cuceriri aragoneze în detrimentul maurilor din Spania: Tarazona, Soria și Borja.
- Victorie a mișcării comunale la Siena, care este reprezentată de către consuli.

## Arte, Știință, Literatură și Filozofie
- 15 iunie: Este întemeiată episcopia de Lubusz, în Pomerania occidentală, de către legatul papal Egidius, episcop de Tusculum.
- 30 septembrie: Consacrarea abației de Orval, în Luxemburg.
- Arnald devine primul episcop de Groenlanda.
- Gaufrid este consemnat ca primul stareț al abației Dunfermline, în Scoția.
- Reformatorul bisericii irlandeze, Sfântul Malahie, devine episcop.

## Înscăunări
- 27 aprilie: David I, rege al Scoției (1124-1153).
- 21 decembrie: Honoriu al II-lea (n. Lamberto Scannabecchi), papă (1124-1130)
- august: Buzurg Ummid Rudbari, conducător arab șiit-nizarit și întemeietor al dinastiei nizarite.

## Nașteri
- Ottokar al III-lea, margraf de Stiria (d. 1164)

## Decese
- 2 februarie: Borivoj al II-lea, duce de Boemia (n. ?)
- 8 februarie: Etienne de Thiers, fondator al ordinului Grandmont (n. 1046)
- 23 aprilie: Alexandru I, rege al Scoției (n. 1078).
- 6 mai: Balak, emir de Alep (n. ?)
- 13 decembrie: Papa Calixt al II-lea (n. 1065)

### Nedatate
- august: Hassan ibn al-Sabbah, un șeic arab șiit-nizarit  (n. 1050)
- octombrie: Abu-Saad al-Harawi, judecător de Bagdad (n. ?)
- Guibert de Nogent, istoric și teolog francez (n. 1053)